# Kormesij
Khan Kormesij (auch Kormesiy geschrieben, bulgarisch Кормесий) gilt als der dritte Herrscher Bulgariens seit der Anerkennung des Landes 681 seitens Ostroms (Byzanz).  Er gehörte der bulgarischen Herrschaftsdynastie Dulo an und folgte Knjas Terwel auf dem Thron. Nach ihm ist seit 2006 der Kormesiy Peak benannt, ein Berg auf Greenwich Island in der Antarktis.
| Vorgänger | Amt                          | Nachfolger |
| --------- | ---------------------------- | ---------- |
| Terwel    | Herrscher Bulgariens 721–738 | Sewar      |

| Personendaten    | Personendaten      |
| ---------------- | ------------------ |
| NAME             | Kormesij           |
| ALTERNATIVNAMEN  | Kormesiy; Кормесий |
| KURZBESCHREIBUNG | Khan von Bulgarien |
| GEBURTSDATUM     | 7. Jahrhundert     |
| STERBEDATUM      | 8. Jahrhundert     |